# Museo nazionale di Colombo
Il Museo nazionale di Colombo, noto anche come Museo nazionale dello Sri Lanka, è un museo situato nella città di Colombo. 
È il più grande museo dello Sri Lanka. È gestito dal Dipartimento del Museo Nazionale del governo centrale. Il museo contiene una vasta raccolta di opere e manufatti riferiti alla cultura e tradizioni dello Sri Lanka come le insegne del paese, tra cui il trono e la corona dei monarchi Kandyan e molti altri reperti sulla storia dell'antico Sri Lanka.